# Langues masa du Sud
Les langues masa du Sud sont un groupe de langues tchadiques appartenant à la famille des langues masa parlées au sud-ouest du Tchad et au nord du Cameroun. Zimé est le nom générique,, des langues formant ce continuum  linguistique.

## Variétés
La base de données linguistiques Glottolog possède une sous-famille nommée « masa du sud », qui comporte les variétés suivantes :
- le herdé
- le mesmé, avec les dialectes du bero et du zamre
- le ngeté
- le pévé, avec les dialectes du dari, du doe et du lamé